# Брук, Томас, 8-й барон Кобем
Томас Брук (англ. Thomas Brooke; умер 19 июля 1529) — английский аристократ, 8-й барон Кобем с 1512 года. Сын Джона Брука, 7-го барона Кобема, и Маргарет Невилл. После смерти отца унаследовал баронский титул и владения в ряде графств (в Кенте, Девоне, Сомерсете). Участвовал в военной экспедиции во Францию в 1513 году, сражался при Турне и в Битве шпор. В 1514 году стал рыцарем-баннеретом, в 1520 году присутствовал при встрече Генриха VIII и Франциска I на Поле золотой парчи. В 1521 году был в числе 12 судей-пэров, приговоривших к смерти Эдуарда Стаффорда, 3-го герцога Бекингема.
Барон был трижды женат: на Доротее Хейдон (дочери сэра Генри Хейдона и Анны Болейн), на Доротее Саутвелл и на Элизабет Харт. В первом браке родились:
- Джон;
- Джордж (около 1497—1558), 9-й барон Кобем[1];
- Томас;
- Уильям;
- Эдуард;
- Маргарет, жена сэра Джона Фогга;
- Фейт, жена Уильяма Окендена;
- Элизабет (1503—1550)[3], жена поэта сэра Томаса Уайетта[4] и сэра Эдуарда Уорнера[5].